# 羊革

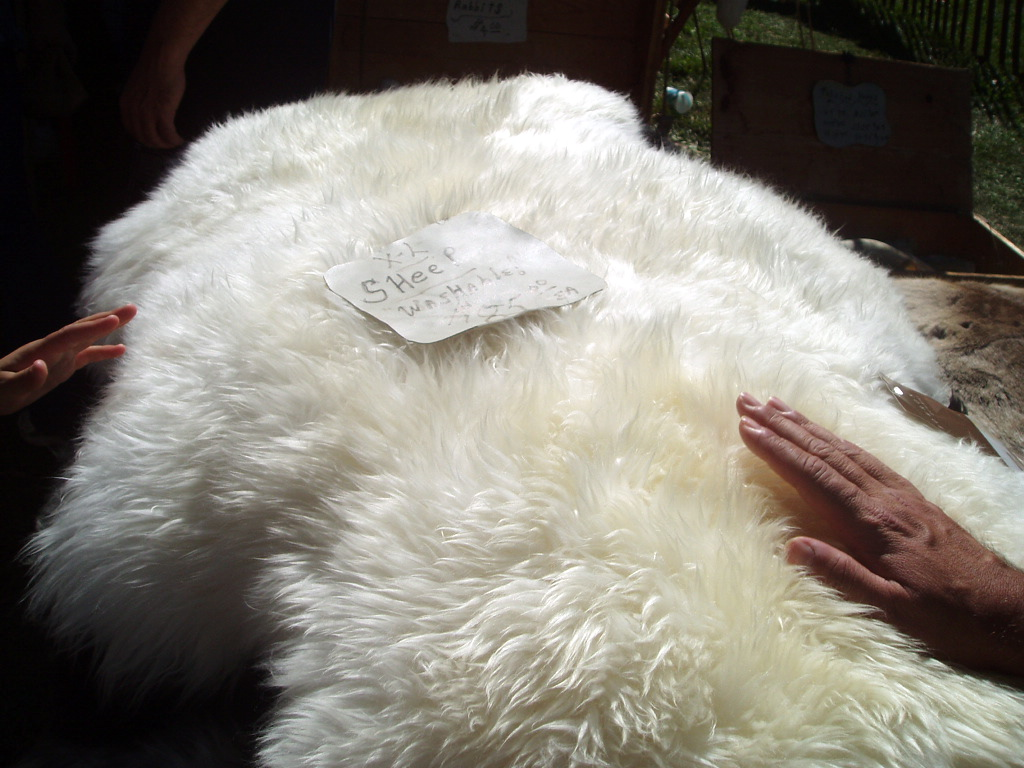
羊革

羊革（ひつじがわ）は、ヒツジのなめし革である。英語ではシープスキン（sheepskin）と呼ばれる。一般的な皮革とは異なり、羊革は毛皮のように羊毛が付いたまま鞣される。
軽くて柔軟な革である。ウールシープ（羊毛用の羊）の革は強度が低いが、ムートンの原料として有用である。ヘアシープ（食肉用のヒツジ）の革はより強度が高く良質である。皮を取るヒツジの年齢（と大きさ）によりシープスキンとラムスキンに分かれる。

## 使用

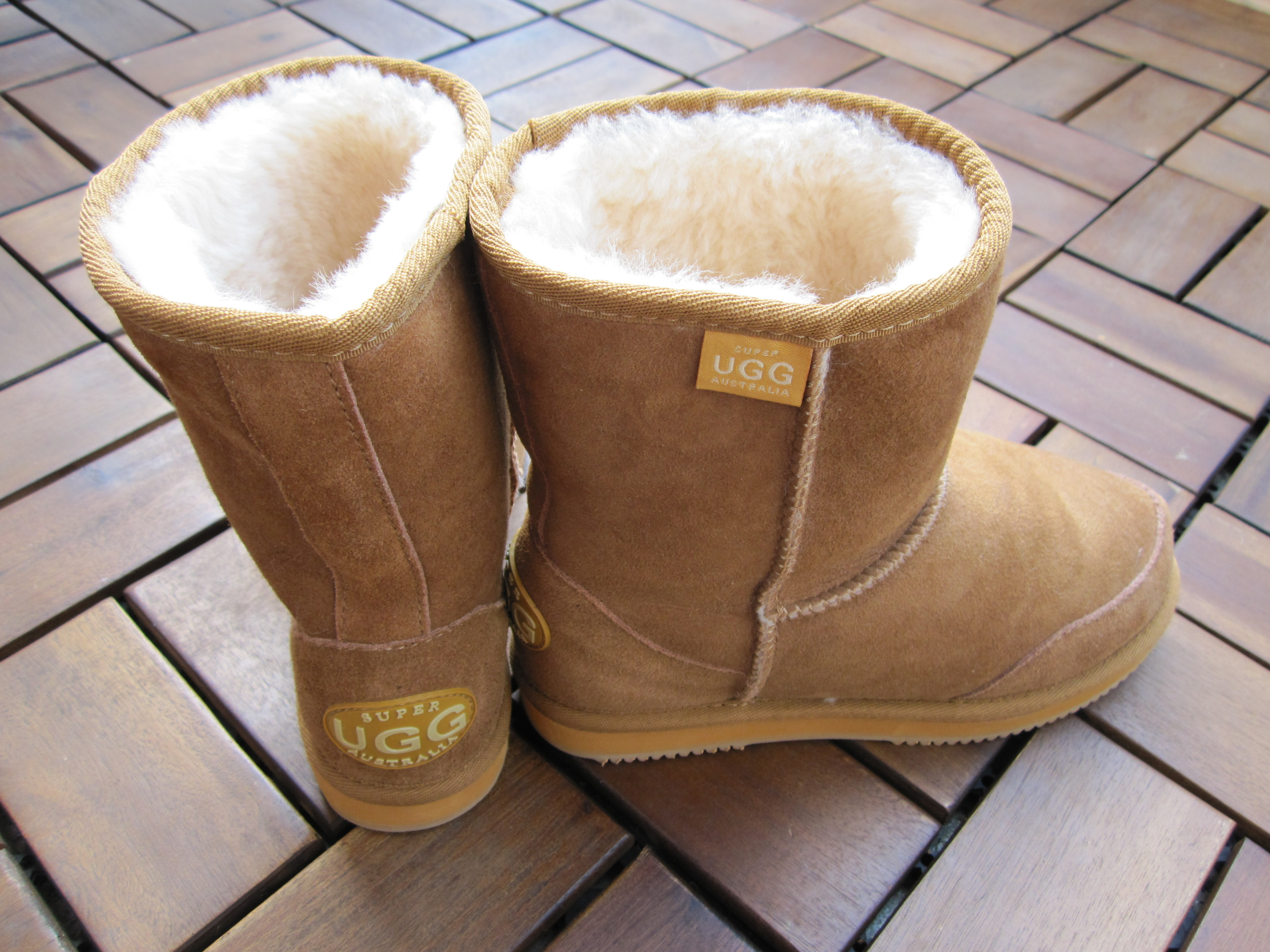
UGGブーツは伝統的に羊革から作られる。

羊革は革製品や、手袋、帽子、スリッパ、足載せ台、自動車用シートカバー、乳児・病人用ラグマットを含む柔らかな羊毛地付き衣服または覆いを生産するために使われる。羊革製鞍敷き、鞍下パッド、鞍カバー、乗馬ブーツ、馬具の裏地、腹帯筒も作られ、馬術において使用される。
羊革の毛は極めて優れた断熱特性を有しており、炎や静電気にも耐性がある。羊毛は医療専門家によって低アレルギー性と見なされている。羊革は天然の断熱材であり、着用者から汗を吸い上げて繊維の中に取り込む。羊革は自重の30%から35%の水分を捕捉する。この性質のため、羊革はセーム革を作るために一般的に使われている。
王立メルボルン病院とオーストラリア連邦科学産業研究機構（CSIRO）織物・繊維技術革研究センターでの試験では、褥瘡の予防と治療における医療用シープスキンの優位性が確認された。
羊革コート、ベスト、および長靴は、（羊が育てられている）旧世界の人々の伝統的衣装では一般的に見られる。特に東欧と北アジアのステップで人気があるように見える。フランスのロベール・ド・クラリによれば、西暦1200年頃に暮らしていたクマン人の民族衣装の一部であった。ウクライナでは、羊革コートは「コジュフ」と呼ばれ、「コジュシャンカ」と呼ばれるベストは民族衣装の象徴的な部分であるが、ロシアでは羊革コートは大抵「トゥルプ」と呼ばれた。スペインではこういったコートは「サマラ」、チベットでは「チュバ」、カザフスタンでは「トン」、ルーマニアでは「コジョク」と呼ばれる。英語圏ではシアリングコートのことを話しているかもしれない。1970年代、イギリスではスエードヘッドサブカルチャーが集団を識別するファッションとしてこの製品を採用し、北米ではヒッピーに一定の人気を得た。羊革張りのUGGブーツ（いわゆるムートンブーツ）は1990年代末に世界的に流行した。
移動車両における羊革シートカバーの使用は大昔にさかのぼり、荷車と馬車が初めて使われた青銅器時代にまで遡るかもしれない。近代のより洗練された注文仕立ての自動車のシートカバーは長年欧州で人気があり、1970年代中頃にアメリカ合衆国で人気が非常に高まった。

## ムートン
ムートン（moutonはフランス語で羊を意味する）は刈りそろえたビーバーないしはミンクの毛皮に似せて加工された羊革である。北米ではムートンファー（mouton fur）、イギリスではビーバーラム（beaver lamb）と呼ばれる。ホルムアルデヒドを含むアイロン水を使って、高温でローラーアイロンをかけることで、毛が直毛に固定され、光沢が生み出される。ムートンはビーバーに似せて茶色に染められることが多いが、その他多くの色のものも作られる。